# 洛達爾斯科帕山

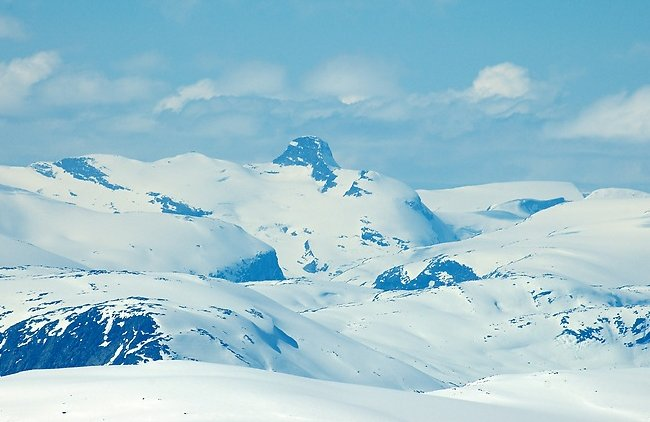

洛達爾斯科帕山是挪威的山峰，位於該國西南部韋斯特蘭郡，處於呂斯特，距離首都奧斯陸280公里，屬於布萊海門山脈的一部分，海拔高度2,083米，人類在1844年首次登頂。